# Kochi-Reaktion
Die Kochi-Reaktion – benannt nach dem US-amerikanischen Chemiker Jay Kochi (1927–2008) – dient zur Darstellung von sekundären und tertiären Kohlenwasserstoff-Chloriden (Halogenkohlenwasserstoffe) aus Monocarbonsäuren. Daher wird sie auch selten als Halodecarboxylierung bezeichnet. Die Reaktion erfolgt unter Anwesenheit von Bleitetraacetat als Oxidationsmittel und Calciumchlorid oder Lithiumchlorid in siedendem Benzol. Dabei wird die Carbonsäure oxidativ decarboxyliert und mit anwesendem Lithiumchlorid zum Endprodukt umgesetzt. Durch die Abspaltung von CO2 (Decarboxylierung) verkürzt sich das Molekül um ein Kohlenstoff-Atom.
Eine andere Variante ist die Hunsdiecker-Reaktion, bei der einige Reaktionsschritte nach einem radikalischen Mechanismus verlaufen.
Bei einer weiteren Variante der Kochi-Reaktion nach Cyril A. Grob erfolgt die Umsetzung der Carbonsäure mit Bleitetraacetat und N-Chlorsuccinimid als Chlor-Donor in einer Mischung von Dimethylformamid und Eisessig. Insbesondere tertiäre Chloride lassen sich auf diesem Weg mit guten Ausbeuten und weniger Nebenprodukten herstellen.

## Praktische Bedeutung
Die Kochi-Reaktion ist ein reines Laborverfahren. Wegen der Bildung stöchiometrischer Mengen mehrerer Abfallstoffe – darunter ein toxisches Bleisalz – ist die Atomökonomie der Kochi-Reaktion so schlecht, dass niemand eine technische Synthese für sekundäre oder  tertiäre Halogenkohlenwasserstoffe basierend auf dieser Reaktion industriell realisiert.